# Potworów
Potworów è un comune rurale polacco del distretto di Przysucha, nel voivodato della Masovia.
Ricopre una superficie di 81,89 km² e nel 2004 contava 4 302 abitanti.